# Ocalemia hayashii
Ocalemia hayashii är en skalbaggsart som beskrevs av Ohbayashi N. 1999. Ocalemia hayashii ingår i släktet Ocalemia och familjen långhorningar. Inga underarter finns listade i Catalogue of Life.